# Lake Taharoa (Northland)
Der Lake Taharoa ist ein See in der Region Northland auf der Nordinsel von Neuseeland. Er zählt zu den größten und tiefsten Seen der Region.

## Geographie
Der Lake Taharoa befindet sich rund 23 km nordnordwestlich von Dargaville an der Westküste des Kaipara District, der zur Region Northland zählt. Der See, der rund 2,2 km landeinwärts zu finden ist, gehört zu der Gruppe der drei Seen, die in Neuseeland unter dem Namen der Kai Iwi Lakes bekannt sind. Als größter der drei Seen umfasst der Lake Taharoa eine Fläche von 197,7 Hektar und gilt mit seiner Tiefe von 38,8 m als der tiefste See und der zweitgrößte der Region Northland. Andere Quellen weisen die Größe des Sees mit bis zu 217 Hektar aus und geben eine Tiefe von 37 m an.
Mit einer Nordwest-Südost-Ausrichtung erstreckt sich der Lake Taharoa über eine Länge von rund 2,6 km und misst an seiner breitesten Stelle rund 1,5 km in Nordost-Südwest-Richtung. Das Wassereinzugsgebiet des Sees umfasst eine Fläche von 4.417 km². Einen Abfluss besitzt der See nicht, lediglich eine kleine schmale Verbindung zum südlich angrenzenden See Lake Kaiiwi. Nordwestlich grenzt in einer Entfernung von rund 210 m der dritte der Seen an, der Lake Waikere, zu dem es aber keine Wasserverbindung gibt.
Der Wasserstand des Sees schwankt im Jahr zwischen 400 mm bis 600 mm und die Wassertemperatur zwischen 12,8 °C und 21,0 °C je nach Witterung und Jahreszeit.
Eine Straßenverbindung vom New Zealand State Highway 12 aus, über die Omamari Road und die Kai Iwi Lakes Road ermöglicht den Zugang zum See.

## Geologie
Der Lake Taharoa ist ein typischer Dünensee, der sich, wie zahlreicher seiner Art, im Pleistozän im verfestigten Sand der Westküste im nördlichen Teil der Nordinsel von Neuseeland gebildet hat. Der See entstanden aus der Ansammlung von Regenwasser, das sich in den Sandmulden, die von wasserundurchlässigen Eisenstein-Schichten unterlegt sind, sammeln konnte.
Zwischen dem See und der Tasmansee besteht keine Verbindung. Die bis zu über 100 m hohen Sanddünen, die in diesem Teil der Küste größtenteils bewachsen sind, verhindern den Zugang zur See.

## Geschichte
1928 erklärte die neuseeländische Regierung rund 8,5 Hektar Land östlich des Lake Taharoa zum Scenic Reserve (Landschaftsschutzgebiet). 1952 bekamen der gesamte See und seine nähere Umgeben diesen Status verliehen. 1962 erklärte man das Gebiet zusammen mit dem Lake Kaiiwi zum Recreation Reserve (Erholungsgebiet). 1968 wurde dann schließlich auch der dritte See, der Lake Waikere dem Erholungsgebiet zugeordnet. Der Maori-Name bedeutet "lange Küste" (taha = Küste, roa = lang).

## Nutzung
Die Ufer des Sees werden jährlich von rund 17.500 Besuchern zum Campen benutzt und täglich von Tausenden zum Baden in dem See in der Saison.

## Umweltproblem
Im Februar 2021 wurde in dem Lake Taharoa ein Exemplar des Koi-Karpfens gefunden. Die Zuchtform des Karpfens gilt in Neuseeland, ähnlich wie die Opossums, als invasive Art. Die Fische vermehren sich schnell und schädigen das heimische Ökosystem, indem sie Pflanzen, Fischeier und kleine Fische vom Grund des Sees aufsaugen. Sie wirbeln dazu den Boden des Sees auf und verschlammen das Wasser, was unter anderem dazu führt, dass weniger Licht durch das Wasser dringen kann. Wenn die Karpfen erst einmal heimisch geworden sind, ist es sehr schwierig diese Art wieder aus dem Gewässer zu entfernen.
Die Dünenseen in Neuseeland gelten als einzigartig Biotope, in denen artfremde Spezies großen Schaden anrichten können. Entsprechend dem Biosecurity Act 1993 ist es strengstens verboten Koi-Karpfen in Neuseeland zu züchten, zu transportieren oder zu verbreiten und wird mit bis zu fünf Jahren Gefängnis und/oder 100.000 $NZ bestraft. Das Department of Conservation, der Kaipara District Council, die Organisationen Northland Fish and Game, Taharoa Domain Governance Committee und Mitglieder des lokalen Iwi (Stamm) der Te Roroa versuchen nun alle Karpfen zu finden und das mit ihnen verbundene Umweltproblem zu lösen.